# Liste der Monuments historiques in Schillersdorf
Die Liste der Monuments historiques in Schillersdorf führt die Monuments historiques in der französischen Gemeinde Schillersdorf auf.

## Liste der Bauwerke
| Bezeichnung   | Beschreibung              | Standort                                   | Kennzeichnung | Schutzstatus | Datum | Bild |
| ------------- | ------------------------- | ------------------------------------------ | ------------- | ------------ | ----- | ---- |
| Napoleonsbank | Ruhebank; Sandstein, 1860 | nordwestlich des Ortes an der D 105 (Lage) | PA00084975    | Inscrit      | 1988  |      |